# Stoupe the Enemy of Mankind
Kevin Z. Baldwin, bedre kendt som Stoupe the Enemy of Mankind, eller blot Stoupe, er producer & DJ i hiphopgruppen Jedi Mind Tricks.
Stoupe har hovedsageligt produceret for Jedi Mind Tricks, men også folk som Canibus og 7L & Esoteric – og har gennem Jedi Mind Tricks arbejdet med promonente navne som Kool G Rap, Ras Kass, Non Phixion, Killah Priest, Sean P., GZA (fra Wu-Tang Clan), etc.
Har bl.a. produceret følgende albums:
- The Psycho-Social, Chemical, Biological, and Electro-Magnetic Manipulation of Human Consciousness (1997)
- Violent by Design (2000)
- Visions of Ghandi (2003)
- Legacy of Blood (2004)
- Servants in Heaven, Kings in Hell (2007)